# Burn pit

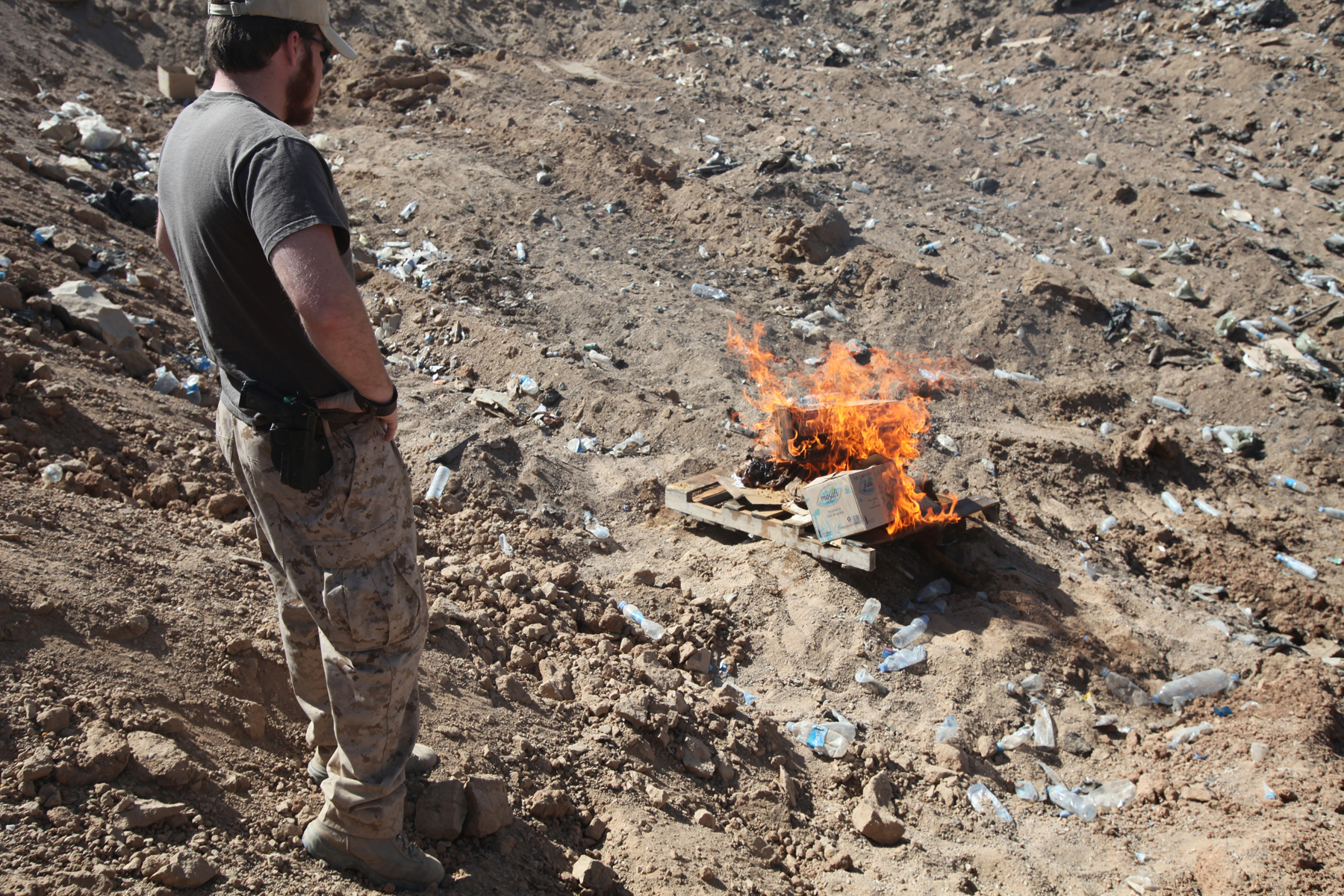
Un membre de la "Drug Enforcement Administration" brûlant dans une fosse à feu de l'opium et des produits servant à fabriquer de la drogue dans une base militaire en Afghanistan (Marjah).

Un burn pit ou « fosse à feu » est une zone dédiée à la combustion de déchets à ciel ouvert. Le terme anglais désigne en particulier ceux qui ont été créés en Irak et en Afghanistan par les troupes américaines stationnées sur place (depuis le début de la guerre en Irak et celle d'Afghanistan), ou par des contractants tels que KBR, qui ont opéré de larges fosses à feux pendant des laps de temps étendus, où brûlaient plusieurs tonnes de déchets.
Les fosses peuvent être amenées à traiter toutes sortes de déchets, notamment des pneus, des piles, du papier, du bois, du caoutchouc, des produits pétroliers, des métaux, des boîtes de munitions, de la peinture, des solvants, de l'amiante, des pesticides, des carcasses animales, et parfois même des camions ou des corps humains. Le kérosène (JP-8) est régulièrement utilisé pour accélérer la combustion des détritus. Actives pendant des journées entières, les fosses génèrent des nuages épais de fumée noire qui peuvent transporter dans l'air des particules fines (PM) à des taux élevés, ce qui présente des risques pour la santé.
Un site baptisé Burn Pits 360, maintenu par d'anciens soldats américains, recense les témoignages d'anciens soldats victimes de maladies pulmonaires liées à la vie près de ces fosses.